# Матулявичюс, Гедрюс
Гедрюс Матулявичюс (лит. Giedrius Matulevičius; род. 5 марта 1997, Мариямполе) — литовский футболист, полузащитник клуба «Жальгирис» и сборной Литвы.

## Клубная карьера
Дебютировал в чемпионате Литвы 17 марта 2013 года в возрасте 16 лет и 12 дней. C 2013 по 2016 годы находился в системах итальянских клубов «Парма», «Ареццо» и «Сампдория». Выступает на позиции центрального полузащитника, в итальянский период карьеры рассматривался как защитник и сравнивался по манере игры с Хаби Алонсо.

## Карьера в сборной
20 ноября 2018 года дебютировал за национальную сборную Литвы в матче Лиги Наций 2018/2019 против Сербии, заменив на 69 минуте Модестаса Воробьёваса.

## Достижения
«Судава»
- Чемпион Литвы (2): 2017, 2018
- Обладатель Суперкубка Литвы (2): 2018, 2019